# Jerzy Kraj
P. Jerzy Kraj OFM (* 5. srpna 1960, Zakliczyn, Polsko) je polský katolický kněz a františkánský řeholnik, který působil v Latinském jeruzalémském patriarchátu jako patriarchální vikář pro Kypr.